# SN 1997aw
SN 1997aw – supernowa odkryta 8 marca 1997 roku w galaktyce A102328+0407. W momencie odkrycia miała maksymalną jasność 22,70m.